# Роберта Коуел
Роберта Елизабет Маршал Коуел (Лондон, 8. април 1918 — 11. октобар 2011) била је британска возачица тркачких аутомобила и борбена пилоткиња током Другог светског рата. Била је прва позната британска транс жена која је подвргнута операцији прилагођавања пола.

## Биографија
Школовање је напустила са 16. година како би се посветила ваздухопловству. Убрзо се придружила Краљевском ратном ваздухопловству постајући вршилац дужности пилота на пробном раду 4. августа 1936. године. Године 1936. Коуел је почела студирати инжењерство на Универзитету у Лондону, а исте године почела је да се такмичи у ауто тркама победивши у својој класи у Рилеју. Такмичила се и на великом Гран прију у Антверпу 1939. године.
Дана 28. децембра 1940. године, Коеул је примљена у службу британске краљевске армије као потпоручник. Јуна 1941. године, док је још била мушког пола, оженила ја Дијану Маргарет Зелму Карпентер која је такође била студент инжењерства и заинтересована за мото трке. У Другом светском рату учествовала је као пилот официр. Коуелина летелица је оборена над Немачком октобра 1944. године те је остатак рата провела у заточеништву где је изгубила 23 килограма. По повратку из рата покушала је покренути неколико послова, понајвише везаних за оно што је волила, аутомобилске трке. Возила их је у нимало почетничким аутима као што су Алта, Масерати, на Отоку, али и у континенталној Европи.
Године 1948. разводи се од супруге и креће да посећује психијатра. Исте године упознаје и Лису која ће јој до своје смрти остати партнерка. На сеансама је почела откривати своју женску страну те је схватила како је корен њехих проблема у томе што је заправо жена заробљена у мушком телу. Почела је узимати терапију естрогеном те била на две операције: прва у којој су јој уклоњени мушки репродуктивни органи те вагинопластику, тада експерименталну операцију којој се 1951. прва подвргла. Успела је и службено променити пол, те је постала Роберта, за пријатеље Бети.
Њена је прича 1954. године објављена у часопису Picture Post, а недуго потом написала је и аутобиографију. Спорт којим се бавила један је од ретких у којима се жене и мушкарци такмиче заједно, па није имала већих проблема с повратком у тај свет. Чак је остварила и највећи успех каријере, 1957. године освојивши Шелси Волш, најстарију још и данас активну брдску трку на свету.
Преминула је 11. октобра 2011. године.